# Кислородный отбеливатель
Кислородный отбеливатель — это отбеливающий продукт, в основе которого лежит химическая группа пероксида, а именно два атома кислорода, соединенные одинарной связью,, (-O-O-). Эта связь довольно слабая и часто разрушается в ходе химических реакций с пероксидами, что приводит к образованию очень активных форм кислорода, которые являются активными веществами отбеливателя.
Отбеливатели на основе перекиси стали обычными бытовыми средствами в конце 20 века, являясь основой многих составов стиральных порошков. Большинство этих продуктов представляют собой аддукты перекиси водорода (H2O2 или HOOH), то есть твердые вещества, содержащие H2O2, заключенные в кристаллическую структуру вместе с другим материалом, таким как карбонат натрия или мочевина. Исключением является перборат натрия, который имеет циклическую структуру, содержащую две одинарные связи O-O.
Считается экологически чистыми чистящим средством по сравнению с отбеливателями на основе хлора, которые могут образовывать хлорорганические соединения.